# Proseč (Pošná)
Proseč (německy Prosetsch) je malá vesnice, část obce Pošná v okrese Pelhřimov. Nachází se asi 1,5 km na jih od Pošné. V roce 2009 zde bylo evidováno 29 adres. V roce 2001 zde trvale žilo 56 obyvatel.
Proseč leží v katastrálním území Proseč u Pošné o rozloze 4,82 km2. V katastrálním území Proseč u Pošné leží i Nesvačily.

## Pamětihodnosti
- zámek Proseč